# Papilio polymnestor
Papilio polymnestor är en fjärilsart som beskrevs av Pieter Cramer 1775. Papilio polymnestor ingår i släktet Papilio och familjen riddarfjärilar. Inga underarter finns listade i Catalogue of Life.

## Bildgalleri

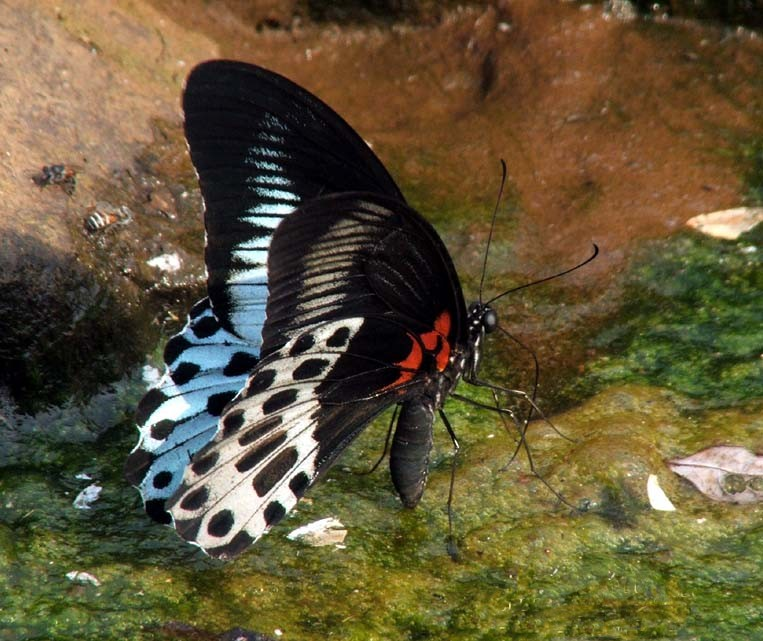
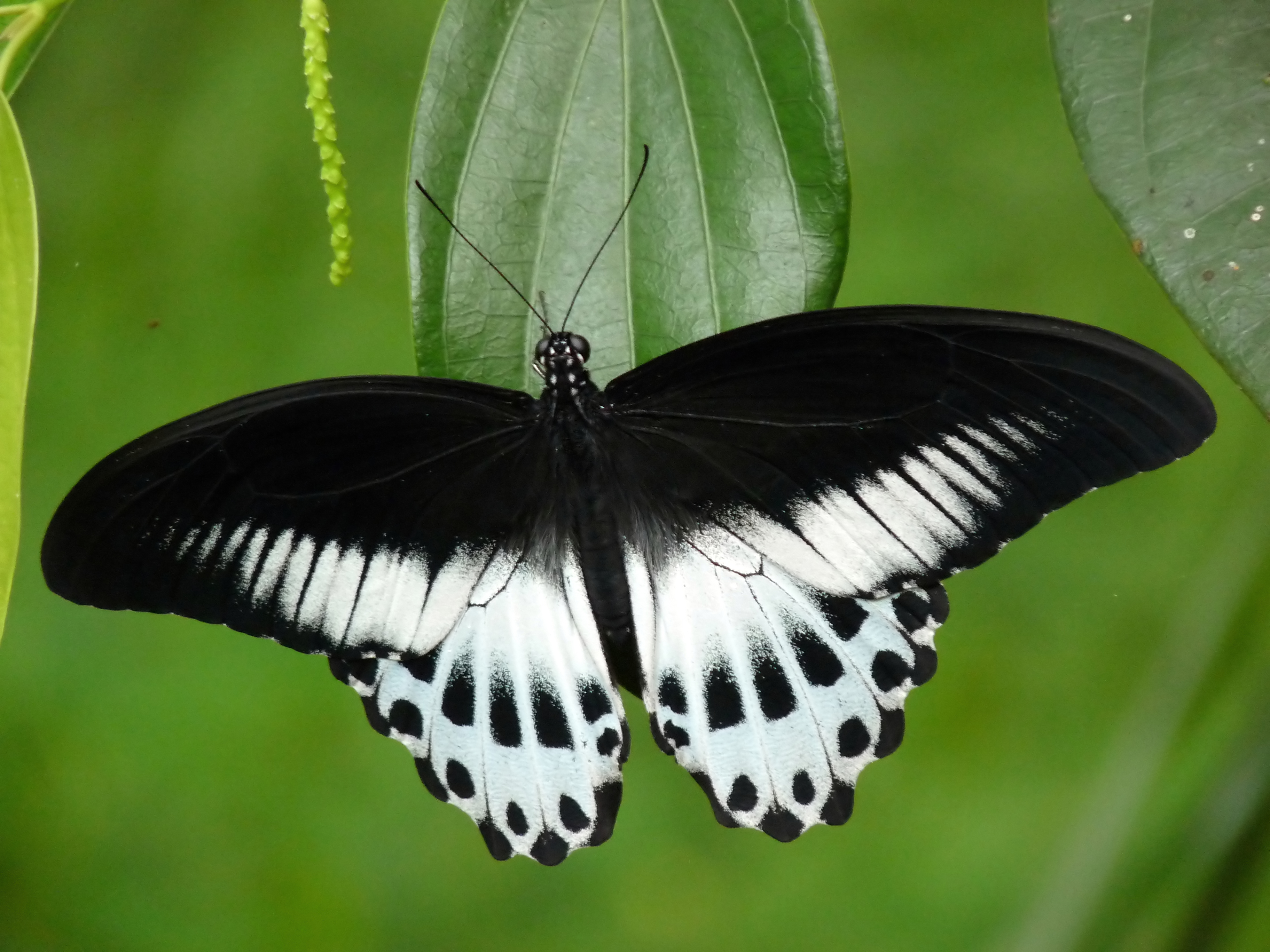
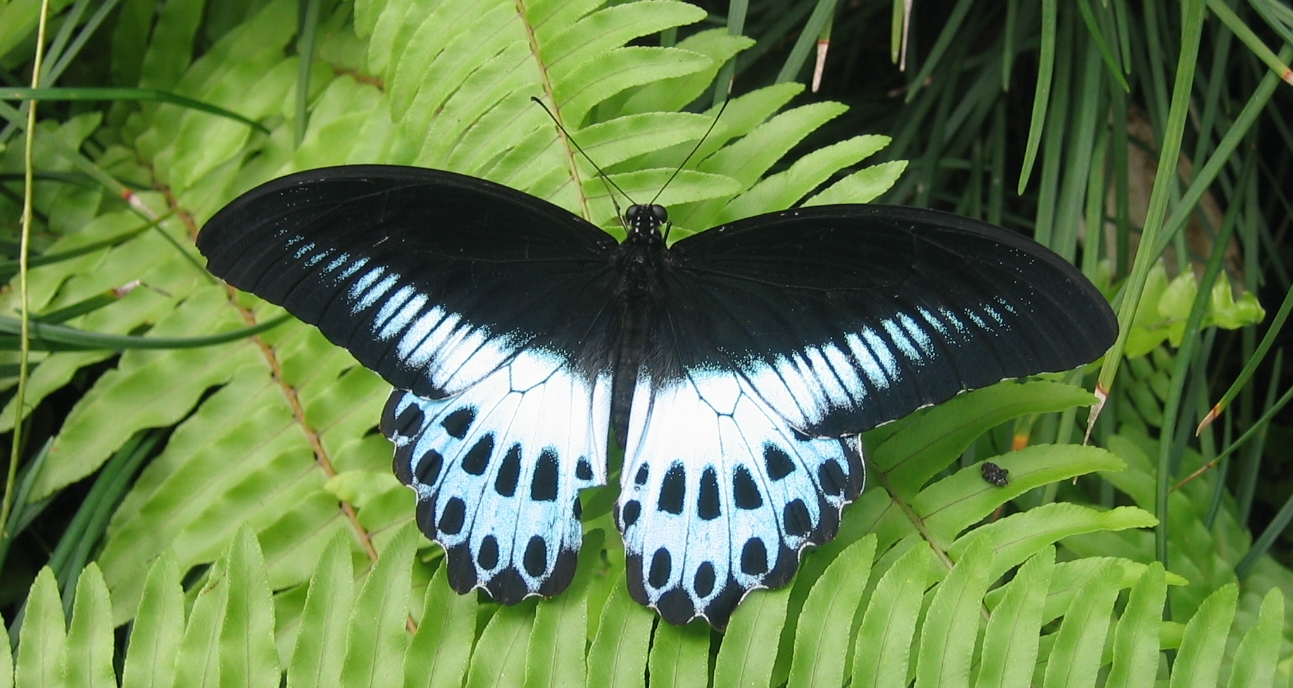
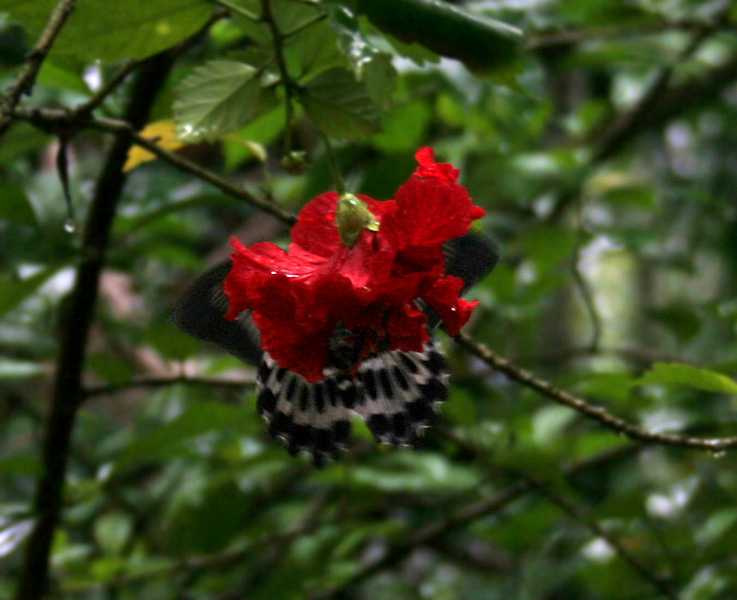
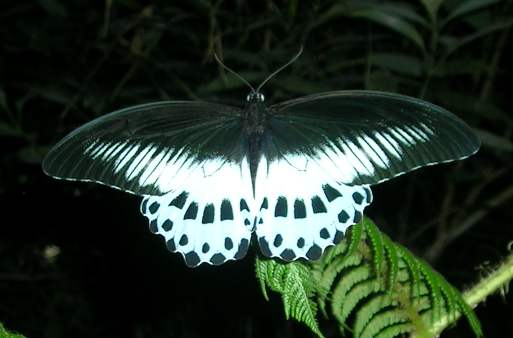
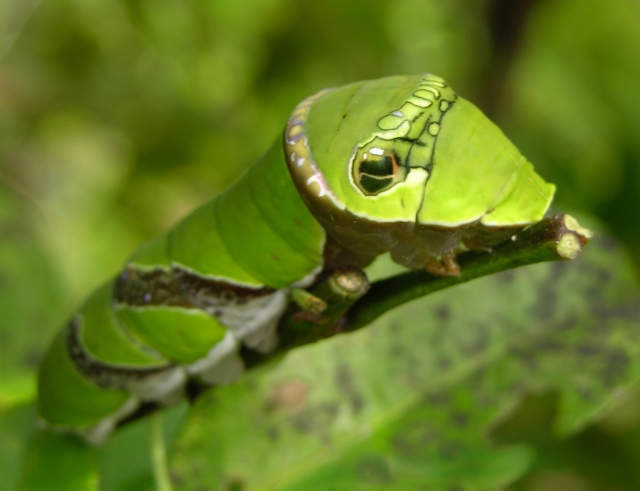